# Dobytí Prahy (1448)
Dobytí Prahy roku 1448 bylo úspěšné obsazení hlavního města Českého království silami tzv. Poděbradské jednoty pod vedením Jiřího z Poděbrad, hájeného Menhartem II. z Hradce a městským vojenským hejtmanem Hanušem z Kolovrat, v rámci politického zápasu o český trůn v období tzv. pohusitského interregia. Jednalo se o vojenskou akci, která problehla v noci z 2. na 3. září 1448 v podobě bojového obsazení pevnosti Vyšehrad a následného proniknutí početného vojska na Nové a Staré Město Pražské. Akce vedla k upevnění Poděbradovy moci, završené jeho korunovací českým králem roku 1458.

## Pozadí
Po smrti Hynce Ptáčka z Pirkštejna, vedoucí postavy východočeských kališníků, v roce 1444 převzal vedení celého seskupení mladý šlechtic Jiří z Poděbrad, tehdy jeden ze dvou hejtmanů Boleslavského kraje. To se tak od té doby nazývalo Jednota poděbradská. V následujících letech pak jednota politicky soupeřila s příslušníky české katolické šlechty, reprezentované především Oldřichem II. z Rožmberka. V červenci roku 1448 byl Jiří z Poděbrad zvolen zemským správcem.
Koncem srpna roku 1448 se Poděbradská jednota rozhodla využil cesty Oldřicha z Rožmberka za císařem Fridrichem III. Habsburským do Vídně, kam odcestoval spolu s Janem Švihovským z Rýzmberka, a provést v nepřítomnosti vůdce katolické opozice v zemi ovládnutí hlavního města. Královskou moc zde reprezentoval Menhart II. z Hradce, purkrabí Pražského hradu a někdejší nepřítel husitů, stejně jako vojenský hejtman všech tří pražských měst, Hanuš z Kolovrat. Kališníkům vadil v Praze též silný německý vliv a časté nedodržování Basilejských kompaktát při svátostech.

## Bojová akce
Východočeské vojsko, shromážděné pod záminkou tažení proti Sasku, se shromáždilo u Kutné Hory a následně táhlo ku Praze, utábořilo se jihovýchodně od města, u Běchovic a Dolních Počernic. V jeho řadách byli mj. šlechtici Jan Zajímač z Kunštatu, Jindřich z Dubé, Jindřich z Lipé, Zdeněk Konopištský ze Šternberka (katolík), Jiří z Dubé a Wissenburka, Jan mladší Děčínský z Vartenberka či Jindřich ze Stráže, z rytířů pak Mikuláš Trčka z Lípy na Lipnici, Purkart Kamarét z Žirovnice, Beneš Mokrovouský z Hustířan a Malešova, Jan Pardus z Vrátkova, Jan Hertvík z Rušinova, Jetřich z Miletínka, Zdeněk Kostka z Postupic či Jan Čabelický ze Soutic. Na druhém břehu Vltavy se pak shromáždili ozbrojenci Aleše Holického ze Šternberka a na Křivoklátě, Buriana II. z Gutštejna, Viléma z llburka a Jana Calty z Kamenné Hory, druhý svaz podporující Jiřího, kteří se ke konci srpna sešli u města Loun.
V předvoji byli vysláni rytíři Jan Malovec z Pacova a Zdeněk Kostka z Postupic a dva další na Staroměstskou radnici s žádostí o volný průchod vojska městem k saskému tažení, kterým se však nedostalo odpovědi. Pozvání k jednání v Jiřího ležení Hanuš z Kolovrat odmítl. 2. září se vojsko přiblížilo k hradbám Nového Města a položilo se ve Vršovicích.

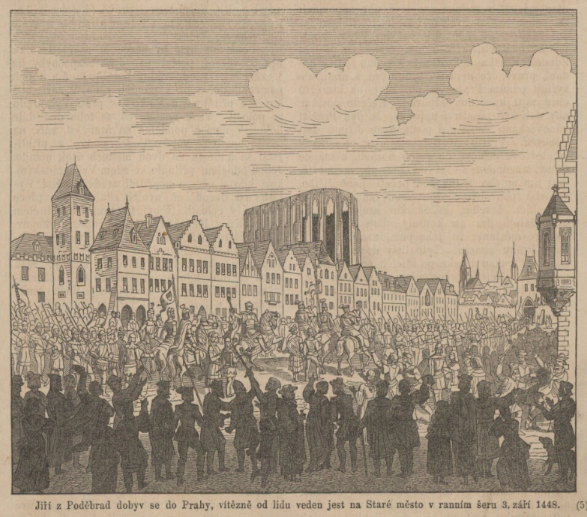
Po dobytí Prahy Jiřím z Poděbrad roku 1448 (Česko-moravská kronika, 1872)

V noci z pondělka na úterý, 3. září, se vojsko Poděbradské jednoty přiblížilo ku Praze a zaútočilo na dvou slabě chráněných místech hradeb. Jedna jeho část, složená snad především z hradeckých oddílů, podnikla úspěšný útok na opevněný Vyšehrad, jemuž velel rytíř Jan z Rabštejna, v místech fortny Špička poblíž místa Na Slupi. Překvapenou a nepočetnou posádku se podařilo rychle přemoci, útočníci pak otevřeli jednu z městských bran a zatroubili na znamení, že je Vyšehrad dobyt. Při boji měl být zabit jediný bojovník, jistý Bělík z Hradce. Druhá skupina vojska pak začala pronikat do města v místech Karlova a rychle, téměř bez odporu, postupovala na Nové Město s pokřikem Kunštat hr! Hradec hr!. Hladce se dostala až na Staroměstské náměstí, kde obsadila Staroměstskou radnici.
Následně proběhlo zatýkání odpůrců Poděbradské jednoty. Nejvyšší purkrabí Menhart z Hradce se po několik dnů skrýval, posléze byl však zrazen a uvězněn, nejprve na Staroměstské radnici, posléze na Jiřího hradě Kunětická hora. Hanuši z Kolovrat se podařilo z města uprchnout, údajně přes Židovské město, na svůj hrad Žebrák. Prahu opustil také kněz Týnského chrámu a odpůrce kališníků Jan Papoušek ze Soběslavi, který prchl do Jindřichova Hradce.

## Důsledky
Jiří z Poděbrad si obsazením Prahy zajistil stabilnější politickou pozici a postavil se tak do čela kališnických věřících. Do města se pak po jeho ovládnutí mohli vrátit někteří vyhoštění duchovní, v čele s Janem Rokycanou, který do Prahy z exilu v Hradci Králové přijel 10. září. Během násilností po převzetí moci ve městě vydrancovala pražská chudina židovské ghetto.
Jako odpověď na obsazení Prahy vznikla 8. února 1449 Strakonická jednota v čele s pány z Rožmberka. Situaci zhoršilo též onemocnění Menharta ve vězení a jeho úmrtí v únoru téhož roku. Dne 10. dubna obě strany vyjednaly v Jindřichově Hradci roční příměří. V srpnu 1449 byl pak svolán sněm do Jihlavy, který však skončil bez výsledku. Obě strany jej využily k tomu, aby získaly spojence. Poděbradská jednota si vyjednala podporu braniborských markrabat Albrechta Achilla a jeho bratra Fridricha II., mosbašského falckraběte Oty I. a míšeňského markraběte Viléma, zatímco Strakoničtí získali na svou stranu jeho bratra, saského vévodu Fridricha II. Politické boje se strakonickou jednotou vedl Jiří z Poděbrad až do začátku 50. let 15. století.